# Aeroporto de Vitória
De luchthaven Eurico de Aguiar Salles, vroeger ook wel de luchthaven Goiabeiras genoemd naar de wijk waarin hij gelegen is, is de luchthaven van de Braziliaanse stad Vitória. Hij is vernoemd naar Eurico de Aguiar Salles (1910–1959), een plaatselijk politicus en hoogleraar in de rechten.
De luchthaven wordt uitgebaat door Infraero en ontvangt binnenlandse vluchten. Middelgrote vliegtuigen zoals de Boeing 737 en de Airbus A320 kunnen er landen.

## Historie
In 2005 begonnen renovatiewerkzaamheden aan de luchthaven. Deze werkzaamheden omvatten onder andere de bouw van een nieuwe passagiersterminal aan de overzijde van de startbaan ten opzichte van de huidige terminal, een nieuwe verkeerstoren en een nieuwe startbaan. De huidige terminal zal worden omgebouwd tot een internationale vrachtterminal. De renovatie, die begroot was op BRL 300 miljoen, werd enkele keren vertraagd in 2006 en 2007 door prijsverhogingen en het wegsluizen van geld, waarbij de werkzaamheden vrijwel volledig gestaakt werden. De werkzaamheden werden uiteindelijk in april 2018, bijna tien jaar later dan gepland, opgeleverd.

## Ongelukken en incidenten
- 19 december 1949: een Douglas C-47A-30-DK Dakota III van Aerovias Brasil met registratie PP-AXG verdween tijdens een trainingsvlucht na het opstijgen vanaf Vitória. Het toestel is waarschijnlijk in zee gestort. Alle 6 inzittenden kwamen hierbij om het leven.[2]
- 31 mei 1950: een Douglas C-47-DL van Aerovias Brasil met registratie PP-AVZ, onderweg van Vitória naar Salvador da Bahia brak tijdens de vlucht op, toen het over Itacaré, in de buurt van Ilhéus vloog. Het toestel vloog onder extreem slechte weersomstandigheden en vloog in een cumulus nimbus. De passagiers en vracht aan boord raakten in beweging, en als gevolg hiervan werd de controle over het toestel verloren. Beide vleugels braksn af en het toestel daalde met grote snelheid. Van de 13 inzittenden overleefden er twee.[3][4]
- 3 april 1955: een Curtiss C-46A-60-CK Commando van Itaú met registratie PP-ITG raakt een heuvel op 2 mijl van de landingsbaan tijdens een instrument approach op Vitória. De drie bemanningsleden kwamen hierbij om het leven.[5]
- 9 mei 1962: een Convair 240-D van Cruzeiro do Sul met registratie PP-CEZ raakte tijdens de landingsvlucht op Vitória een boom op 40 meter hoogte, 1.860m voor het begin van de landingsbaan. Het toestel had op dat moment een hoogte van 150 m moeten hebben. Van de 31 inzittenden kwamen er 28 om het leven.[6][7]
- 4 september 1964: een Vickers Viscount 701C van VASP met registratie PP-SRR die vlucht 141 van Vitória naar Rio de Janeiro-Santos Dumont uitvoerde, botste op een berg in de buurt van Nova Friburgo toen het van de bedoelde koers was afgeweken. Alle 39 inzittenden kwamen hierbij om het leven.[8][9]

## Bereikbaarheid
De luchthaven bevindt zich op 10 kilometer van het centrum van Vitória.